# West Point (Nebraska)
41°50′23″N 96°42′41″V / 41.83972°N 96.71139°V
 For alternative betydninger, se West Point. (Se også artikler, som begynder med West Point)
West Point er en amerikansk by og administrativt centrum for det amerikanske county Cuming County, i staten Nebraska. I 2000 havde byen et indbyggertal på 3.660.